# Voie naturelle
 (mars 2025).
Si vous disposez d'ouvrages ou d'articles de référence ou si vous connaissez des sites web de qualité traitant du thème abordé ici, merci de compléter l'article en donnant les références utiles à sa vérifiabilité et en les liant à la section « Notes et références ».
En médecine, d'un point de vue anatomique, le terme voie naturelle (souvent employé au pluriel, les voies naturelles) désigne au sens large les espaces virtuels ou cavités du corps humain abouchés à des orifices naturels.
Les orifices naturels sont par exemple l'anus, la bouche, les narines, le vagin ou encore l'entrée du conduit auditif. Les voies naturelles constituent l'ensemble des cavités délimitées par les tissus biologiques formant ces organes. Par exemple, les voies respiratoires sont qualifiées de voies naturelles.
En gynécologie ou obstétrique, ce terme peut être l'équivalent de « voie basse », qualifiant l'accès à l'utérus via le vagin.
Lors de la réalisation d'un acte médical (chirurgical, interventionnel), le terme de « voie naturelle » est parfois opposé dans son acception générale au terme « invasif » qui qualifie le fait d'une effraction des téguments pour insertion d'un dispositif médical ou accès à des organes internes.